# Demos (britisk tænketank)
Demos er en indflydelsesrig tænketank med base i Storbritannien. Den blev grundlagt i 1993 af journalister fra Marxism Today, som var det britiske kommunistparti (CPGB)'s teoretiske tidsskrift. I opløbet til det britiske parlamentsvalg 1997 blev tænketanken set som værende tæt på Labour, og specielt dets leder Tony Blair. Tænketanken er dog politisk uafhængig.
Dens medstifter og første direktør var Geoff Mulgan, som efterfølgende kom til at arbejde for Downing Street i 1997. På det tidspunkt blev Demos set som en central for New Labour's vision for Storbritannien.
Mellem 1998 og 2006 bevægede Demos under direktør Tom Bentley sig væk fra kun at være en tænketank, og begyndte i tiltagende grad også at arbejde internationalt.
Madeleine Bunting, tidligere klummeskriver i The Guardian, blev organisationens direktør i 2006, men trak sig hurtigt igen efter uoverensstemmelser om organisationens retning. Hun blev efterfulgt af Catherine Fieschi.
Alle Demos' publikationer kan hentes frit under en Creative Commons licens.
9. august 2006 holdt den britiske indenrigsminister John Reid en tale på en Demos konference, hvor han sagde af briter kan være nødt til at ændre deres forestilling om frihed, fordi "frihed misbruges af terrorister." 